# Капитан народа

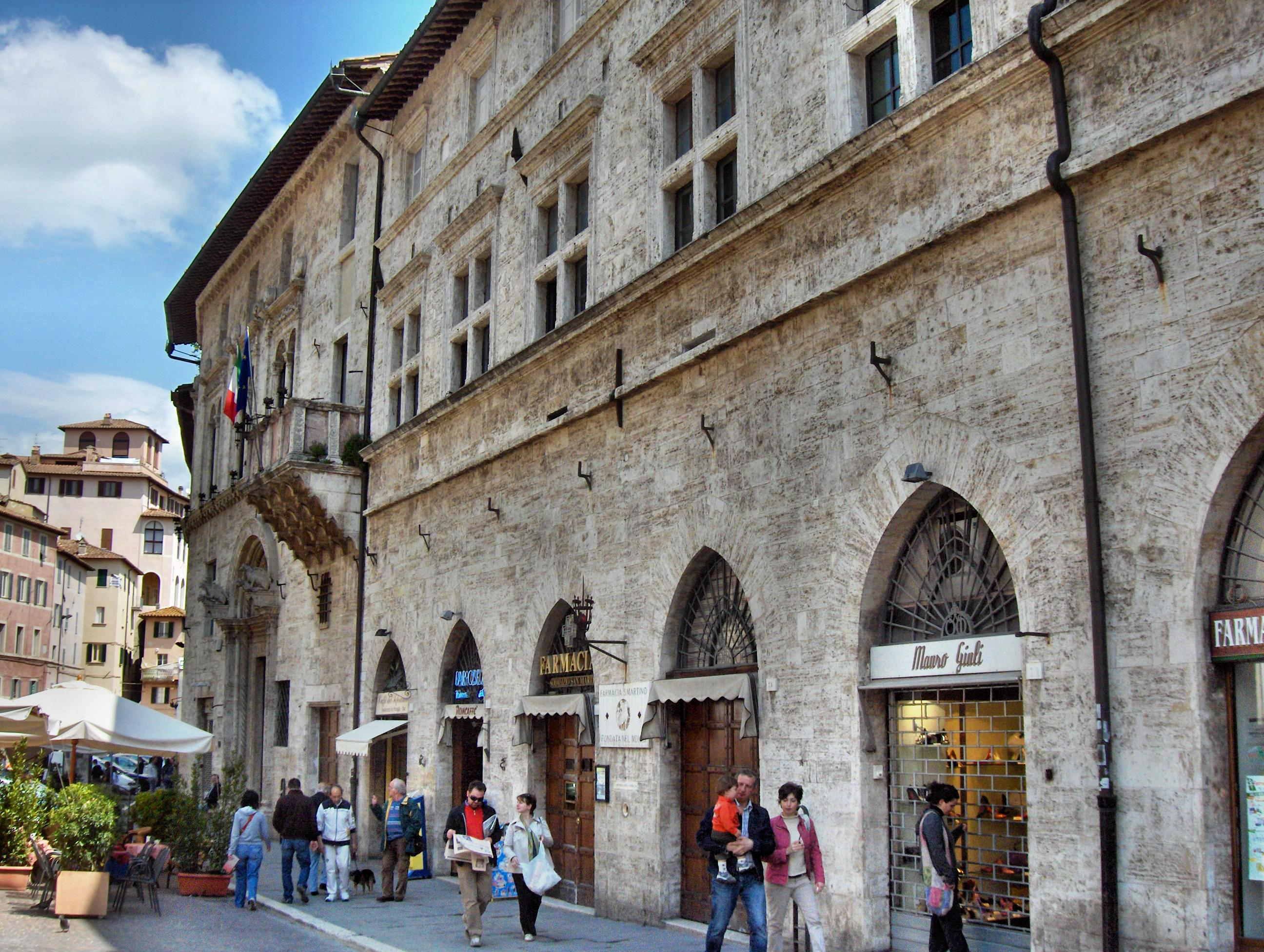
Резиденция капитана народа в Перудже

Капитан народа (итал. Capitano del popolo) — должностное лицо в коммунах средневековой Италии с середины XIII века до конца XV века. Капитан народа представлял интересы цехов и средних слоёв горожан, командовал городским войском (милицией).
По мере роста коммунального движения и возрастания роли цехов и гильдий увеличивалась роль пополанов. После победы над феодалом и достижения городом независимости от него, в нём постепенно начиналась борьба между знатью (нобилями) и «народом» (представителями цехов и средних слоёв горожан). В конце XII века пополаны начали борьбу с нобилями, которая часто проявлялась в виде войны гвельфов и гибеллинов. Правителем коммуны в это время был подеста. В ходе этой борьбы возникли новые институты: Совет народа, капитан народа, приоры цехов.
Таким образом внутри коммуны возникает так называемая малая коммуна, в которую были включены пополаны, но не нобили. Малая коммуна имела свой герб, армию, законы, чиновников, судопроизводство, а капитан народа был её главой и первоначально руководил лишь милицией (ополчением) и должен был выполнять контроль за подестой, чтобы не допустить усиления нобилей.
Появление должности «капитан народа» привело к тому, что у подесты остались лишь административные, но не политические функции. Постепенно с усилением роли цехов и купечества возрастает роль капитанов народа. В ряде городов они закрепляют власть за своим родом, основывая синьории.

## Хронология
- 1228 — Болонья
- 1240 — Милан — Пагано делла Торре
- 1244 — Парма
- 1250 — Флоренция — Уберто Росси
- 1257 — Генуя — Гульельмо Боканегра (1257 - 1262), Оберто Дориа и Оберто Спинола (1270 - 1285), Коррадо Дориа
- 1262 — Верона — Мастино I делла Скала
- 1270 — Кремона
- 1328 — Мантуя — Лудовико I Гонзага